# De Zeven Zussen
De Zeven Zussen (Engels: The Seven Sisters) is een boekenserie van de Ierse schrijfster Lucinda Riley. De serie is oorspronkelijk in het Engels geschreven. De serie gaat over zeven zussen die van hun overleden adoptievader een brief met aanwijzingen over hun afkomst gekregen hebben. Ieder deel beschrijft de zoektocht van één zus naar haar afkomst.
De serie bestaat uit acht delen. Oorspronkelijk zouden het zeven delen zijn (één per zus) maar de auteur kon niet alle verhalen die ze nog wilde vertellen kwijt in het zevende deel. Om de verhalen recht te doen besloot ze dat er een achtste deel moest komen. Omdat Riley in juni 2021 is overleden aan kanker, schreef haar zoon Harry Whittaker het laatste deel af. Het boek Atlas: Het verhaal van Pa Salt verscheen op 11 mei 2023.
De serie is commercieel een groot succes. In het Nederlands taalgebied waren in 2021 meer dan drie miljoen exemplaren verkocht.

## Boeken
- I. The Seven Sisters (2014), verschenen in het Nederlands als De Zeven Zussen
- II. The Storm Sister (2015), Storm
- III. The Shadow Sister (2016), Schaduw
- IV. The Pearl Sister (2017), Parel
- V. The Moon Sister (2018), Maan
- VI. The Sun Sister (2019), Zon
- VII. The Missing Sister (2021), De Zevende Zus
- VIII. Atlas - The Story of Pa Salt (2023), Atlas: Het Verhaal van Pa Salt